# Hidayet Tercan
Hidayet Tercan Sidea, född 12 december 1971 i Kurdistan, är en svensk entreprenör av kurdiskt ursprung. 
Hon har varit affärsutvecklare på Åhlens och är tidigare grundare och generalsekreterare för entreprenörsnätverket Transfer. Tidningen Ny Teknik tog 2003 upp henne på sin lista över Sveriges 50 viktigaste IT-personer. Nu[när?] även grundare av bemanningsföretaget Zemrete AB.